# Lyngør
Lyngør är en ort i Tvedestrands kommun i Agder fylke i södra Norge. Orten ligger utspridd på ett antal mindre öar i havet vid Lyngørfjorden, söder om orten Gjeving. Den saknar fast förbindelse.
Tidigare har orten tillhört dåvarande Dypvågs kommun.